# Предстоятелі православних церков
Предстоятелі Православних церков — це першоієрархи помісних автокефальних православних церков.
| Портрет | Ім'я         | Титул | Церква                                                  | Початок повноважень |
| ------- | ------------ | --- | ------------------------------------------------------- | ------------------- |
|         | Варфоломій I | Його Божественна Всесвятість Архієпископ Константинополя — Нового Риму і Вселенський Патріарх грец. Η Αυτού Θειοτάτη Παναγιότης, ο Αρχιεπίσκοπος Κωνσταντινουπόλεως, Νέας Ρώμης και Οικουμενικός Πατριάρχης | Константинопольський патріархат                         | 22 жовтня 1991      |
|         | Феодор ІІ    | Блаженнійший, Божественнійший і Святійший Отець і Пастироначальник, Папа і Патріарх Великого Города Александрії, Лівії, Пентаполя, Ефіопії, всього Єгипту і всієї Африки, Отець Отців, Пастир Пастирів, Архієрей Архієреїв, Тринадцятий Апостол і Суддя Усесвіту грец. Η Αυτού Θειοτάτη Μακαριότης ο Πάπας και Πατριάρχης της μεγάλης πόλεως Αλεξανδρείας, Λιβύης, Πενταπόλεως, Αιθιοπίας, πάσης γης Αιγύπτου και πάσης Αφρικής, Πατήρ Πατέρων, Ποιμήν Ποιμένων, Αρχιερεύς Αρχιερέων, τρίτος και δέκατος των Αποστόλων και Κριτής της Οικουμένης | Александрійський патріархат                             | 9 жовтня 2004       |
|         | Іоанн Х      | Його Божественне Блаженство Патріарх Великого Города Божого Антіохії, Сирії, Аравії, Кілікії, Іверії, Месопотамії і всього Сходу грец. Ἡ Αυτού Θειοτάτη Μακαριότης Πατριάρχης τῆς Μεγάλης Θεουπόλεως Ἀντιοχείας, Συρίας, Ἀραβίας, Κιλικίας, Ἰβηρίας τε καί Μεσοποταμίας καί πάσης Ἀνατολῆς | Антіохійський патріархат                                | 17 грудня 2012      |
|         | Феофіл III   | Його Божественне Блаженство Патріарх Святого Города Єрусалима і всієї Палестини, Сирії, Аравії та Зайордання, Кани Галілейської та Святого Сіону грец. Ή Αυτού Θειοτάτη Μακαριότης ὁ Πατριάρχης τῆς Ἁγίας Πόλεως Ἱερουσαλήμ καί πάσης Παλαιστίνης, Συρίας, Ἀραβίας, Πέραν τοῦ Ἰορδάνου, Κανᾶ τῆς Γαλιλαίας καί Ἁγίας Σιών | Єрусалимський патріархат                                | 22 листопада 2005   |
|         | Кирило       | Його Святість Патріарх Московський і всієї Русі рос. Патриарх Московский и всея Руси | Російська православна церква                            | 1 лютого 2009       |
|         | Порфирій     | Його Святість Архієпископ Печський, Митрополит Белградсько-Карловацький, Патріарх Сербський серб. Његова светост архиепископ пећки, митрополит београдско-карловачки и патријарх српски; сербохорв. Njegova svetost arhiepiskop pećki, mitropolit beogradsko-karlovački i patrijarh srpski | Сербська православна церква                             | 18 лютого 2021      |
|         | Даниїл       | Його Блаженство Архієпископ Бухарестський, Митрополит Мунтенський і Добруджийський, Намісник Кесарії Каппадокійської, Патріарх Румунський рум. Preafericitul Părinte Arhiepiscopul Bucureştilor, Mitropolitul Munteniei și Dobrogei, Locțiitor al Tronului Cezareei Capadociei | Румунська православна церква                            | 30 вересня 2007     |
|         | Даниїл       | Його Святість Патріарх Болгарський, Митрополит Софійський болг. Негово светейшество Патриарх Български и митрополит Софийски | Болгарська православна церква                           | 30 червня 2024      |
|         | Ілля II      | Святійший і Блаженніший католико́с-патріа́рх всієї Грузії, архієпископ Мцхетський і Тбіліський, митрополит Абхазії та Піцунди груз. უწმიდესი და უნეტარესი, საქართველოს კათოლიკოს-პატრიარქი, მთავარეპისკოპოსი მცხეთა-თბილისისა და მიტროპოლიტი ბიჭვინთისა და ცხუმ-აფხაზეთისა | Грузинська апостольська автокефальна православна церква | 23 грудня 1977      |
|         | Георгій III  | Його Блаженство Архієпископ Нової Юстиніани і всього Кіпру грец. ῾Ο Μακαριώτατος ᾿Αρχιεπίσκοπος Νέας ᾿Ιουστινιανῆς καί πάσης Κύπρου | Церква Кіпру                                            | 24 грудня 2022      |
|         | Ієронім II   | Його Блаженство Архієпископ Афінський та всієї Еллади грец. ῾Ο Μακαριώτατος ᾿Αρχιεπίσκοπος Αθηνών και πάσης Ελλάδος | Церква Еллади                                           | 17 лютого 2008      |
|         | Сава         | Його Блаженство Православний Архієпископ Варшавський та Митрополит усієї Польщі пол. Wielce Błogosławiony Prawosławny Arcybiskup Warszawski i Metropolita całej Polski | Польська автокефальна православна церква                | 31 травня 1998      |
|         | Іоан         | Його Блаженство Архієпископ Тирани, Дуресу і всієї Албанії алб. Fortlumturia e Tij Kryepiskop i Tiranës, Durrësit dhe i gjithë Shqipërisë | Православна автокефальна церква Албанії                 | 29 березня 2025     |
|         | Ростислав    | Його Блаженство Архієпископ Пряшівський, митрополит Православної церкви в чеських землях та в Словаччині чеськ. Jeho Blaženost arcibiskup prešovský, metropolita českých zemí a Slovenska; словац. Jeho Blaženosť arcibiskup prešovský, metropolita českých krajín a Slovenska | Православна церква Чеських земель і Словаччини          | 11 січня 2014       |
|         | Епіфаній     | Його Блаженство Митрополит Київський і всієї України | Православна церква України                              | 15 грудня 2018      |
|         | Тихон        | Архієпископ Вашингтонський, Митрополит всієї Америки і Канади англ. Archbishop of Washington, Metropolitan of All America and Canada | Православна церква Америки                              | 13 листопада 2012   |
|         | Стефан       | Його Блаженство Митрополит Скопський і Архієпископ Охридський і Македонський і Юстиніани Прими мак. Неговото Блаженство Митрополит Скопски и Архиепископ Охридски и Македонски и на Јустинијана Прима | Македонська православна церква                          | 9 грудня 1999       |

## Предстоятелі автономних православних церков
| Портрет | Ім'я       | Титул | Церква та церква-мати                                                       | Початок повноважень |
| ------- | ---------- | --- | --------------------------------------------------------------------------- | ------------------- |
|         | Даміан     | Архієпископ Синайський, Фаранский і Раіфський, ігумен монастиря святої Катерини на горі Синай грец. Ηγούμενος της Ιεράς Μονής Σινά και Αρχιεπίσκοπος Σινά. Φαράν και Ραϊθώ, Ιερά Μονή Θεοβαδίστου Όρους Σινά, Αγίας Αικατερίνης | Православна Церква гори Синай Єрусалимського патріархату                    | 23 грудня 1973      |
|         | Елія       | Архієпископ Гельсінський і всієї Фінляндії фін. Helsingin ja koko Suomen arkkipiispa; грец. Αρχιεπίσκοπος Ελσίνσκι και πάσης Φινλανδίας                                                                                         | Фінляндська православна церква Константинопольського патріархату            | 24 листопада 2024   |
|         | Стефан     | Митрополит Талліннський і всієї Естонії ест. Tallinna ja kogu Eesti metropoliit; грец. Μητροπολίτης Τάλιν και πάσης Εσθονίας | Естонська апостольсько-православна церква Константинопольського патріархату | 21 березня 1999     |
|         | Євгеній ІІ | Архієпископ Критський грец. Αρχιεπίσκοπος Κρήτης | Церква Криту Константинопольського патріархату                              | 11 січня 2022       |